# Eisler – Brecht: Canciones
Eisler – Brecht: Canciones (v překladu Eisler – Brecht: Písně) je studiové album česko-chilského operního zpěváka Hanse Steina a chilského skladatele a klavíristy Cirila Vily, vydané v roce 1971 u chilské nahrávací společnosti Discoteca del Cantar Popular (DICAP) v Santiagu de Chile. 
Na zadní straně obalu alba je uvedena obsáhlá biografie obou hudebníků od jejich dětství a mládí až do roku vydání alba (1971). Jsou zde také uvedeny názvy písní ve španělštině a němčině.
Všem písním předchází text recitovaný hercem Rubénem Sotoconilem, který je výrazně socialistický a bratří se s tehdejší Německou demokratickou republikou.
Jak název alba napovídá, hudbu složil německý skladatel Hanns Eisler a texty napsal německý dramatik a básník Bertolt Brecht, s výjimkou 8. skladby, kterou napsal německý politik a básník Johannes Robert Becher.

## Seznam skladeb
| Eisler - Brecht: Canciones | Eisler - Brecht: Canciones                                                                      | Eisler - Brecht: Canciones |
| Pořadí                     | Název                                                                                           | Délka                      |
| -------------------------- | ----------------------------------------------------------------------------------------------- | -------------------------- |
| 1.                         | Canción de paz (Píseň o míru)                                                                   |                            |
| 2.                         | Balada de la rueda del agua (Balada o vodním kole)                                              |                            |
| 3.                         | Noche de tormenta (Bouřlivá noc)                                                                |                            |
| 4.                         | Balada de la ramera de los judíos, Maria Sandres (Balada o židovské nevěstce, Marie Sandresová) |                            |
| 5.                         | Canción española (Španělská píseň)                                                              |                            |
| 6.                         | El hombre de las tropas de asalto (Muž z úderného oddílu)                                       |                            |
| 7.                         | Canción de la solidaridad (Píseň solidarity)                                                    |                            |
| 8.                         | Alemania (Německo)                                                                              |                            |
| 9.                         | Esclavo, quién te liberará? (Otroku, kdo tě osvobodí?)                                          |                            |
| 10.                        | Loas al socialismo (Chvála socialismu)                                                          |                            |
| 11.                        | Madre Beimlein (Matka Beimlein)                                                                 |                            |
| 12.                        | Miserere alemán (Německé Miserere)                                                              |                            |
| 13.                        | Retorno (Návrat)                                                                                |                            |
| 14.                        | Canción del frente popular (Oblíbená přední píseň)                                              |                            |

## Interpreti
- Cirilo Vila: klavír, orchestrální doprovod, aranžmá a režie
- Hans Stein: tenor
- Orlando Gutiérrez: klarinet v 11. skladbě
- Rubén Sotoconil: španělská verze a recitace